# Guataca
La guataca en Cuba y las Islas Canarias es la palabra para la Azada.

## Otros usos de la palabra
Además es el nombre para un instrumento de percusión de metal. Se trata de una especie de azada que se percute con una varita de metal a ritmo de 6/8. Se usa en celebraciones afrocubanas.